# View-Master

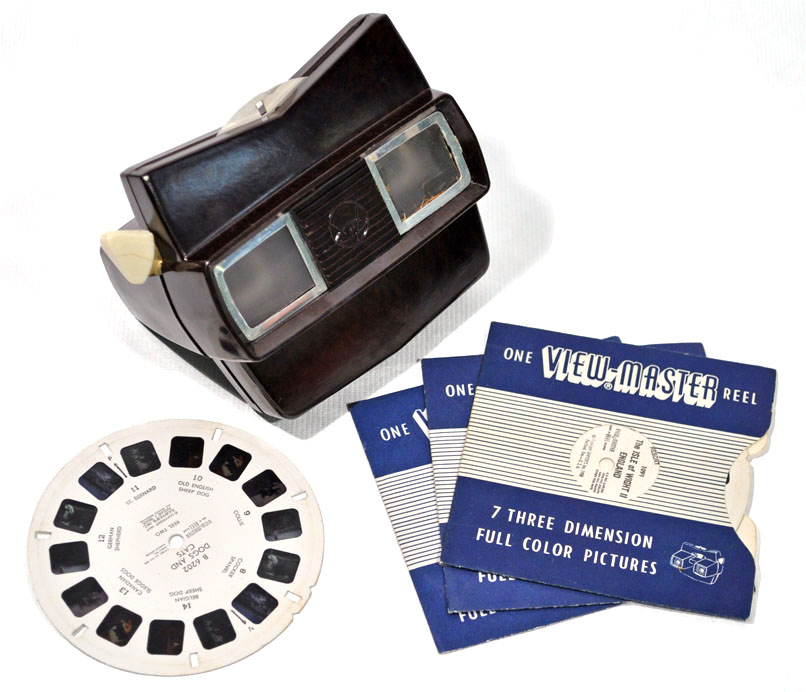
ViewMaster model C amb discos d'imatges.

El View-Master és un dispositiu visualitzador 3-D que permet veure 7 vistes estereoscòpiques muntades sobre un suport de disc de cartró. Encara que actualment és considerat com una joguina per a nens, no va ser pensat originalment així.

## Història
El sistema View-Master va ser inventat per William Gruber, un fabricant d'òrgans i fotògraf entusiasta, que estava establert a Portland, Oregon. Es va presentar per primera vegada al 1939, a l'Exposició universal de Nova York William va tenir la idea d'actualitzar l'antic estereoscopi, per a poder introduir-hi més imatges, emprant com suport la nova pel·lícula fotogràfica de color disponible en aquells temps, la pel·lícula Kodachrome que havia aparegut al mercat el 1935. Encara que el View-Master conté 14 imatges, en realitat solament hi ha 7 vistes estereoscòpiques, 2 imatges es visualitzen simultàniament -una per cada ull- simulant així la sensació de profunditat i realitat de la percepció estereoscòpica.
L’enginyosa proposta de Gruber cridà l’atenció de la companyia de souvenirs Sawyer que es dedicava a la creació de postals i àlbums fotogràfics. A l’època, l’empresa ja comptava amb cert renom internacional gràcies a innovadores i futuristes targetes de felicitació bidimensionals. L’empresa, va aprofitar l’invent de William, per crear imatges tridimensionals, més properes a l’espectador. La comercialització de l’aparell va tenir un auge als anys 50, però amb el temps i amb la introducció de noves tecnologies va acabar considerant-se una joguina per nens.